# Maincor
Maincor Rohrsysteme GmbH & Co. KG (Eigenschreibweise: MAINCOR) ist ein Unternehmen mit Hauptsitz in Schweinfurt und Produzent von Kunststoffrohren für unterschiedlichste Anwendungsbereiche.

## Geschichte
Ursprünglich wurde das Unternehmen 2004 unter den Namen PP Maincor GmbH & Co. KG und PS Maintools GmbH & Co. KG gegründet. 2006 folgt der Erwerb der Maincor Anger in Marl, sowie die Gründung verschiedener Vertriebsgesellschaften in Deutschland und Europa.
Im Jahr 2008 erfolgt die Umwandlung in Maincor AG. Im gleichen Jahr werden die Vertriebsgesellschaften Polen und Österreich gegründet. 2009 folgte die Gründung der DRS Rohrwerke Sachsen. 2011 wurde die Firma Weißenberger in Mellrichstadt aufgekauft und die Maincor Slowenien und Sytec in Italien mit Beteiligung durch Maincor gegründet. 2011 erfolgt die Mitarbeiterbeteiligung bei Maincor.

Im August 2013 musste die Maincor AG Firmengruppe Insolvenz anmelden (Aktenzeichen IN 280/13), die in Eigenverantwortung durchgeführt wurde. Mit einer Umstrukturierung und der damit verbundenen Veräußerung von verschiedenen Geschäftsbereichen konnte die Insolvenz im Dezember 2013 beendet werden; dabei entstand das Unternehmen Maincor Rohrsysteme GmbH & Co. KG. Die Mitarbeiterzahl der Firmengruppe sank von 630 auf 535.
Zum Jahreswechsel 2014/2015 waren noch 220 Mitarbeiter in dem Unternehmen beschäftigt.

## Unternehmen
Die Gesellschaft gliedert sich in die zwei Geschäftsbereiche Rohrsysteme Hochbau und Rohrsysteme Industrie. Das Produktspektrum im Bereich Rohrsysteme reicht von der Automotive-, Industrie-, Weißgerätebranche über Kabelschutz, Heizung- und Trinkwasser bis hin zu Kapillarrohren zur Verwendung in der Medizintechnik.

## Auszeichnungen
- 2006: Die innovativen Top 100
- 2007: Entrepreneur des Jahres[5]
- 2008: Axia-Award[6]
- 2009: Bayerischer Gründerpreis[7]
- 2009: Bayerns BEST 50[8]
- 2009: Entrepreneur des Jahres 2009[9]
- 2011: Staatsmedaille für besondere Verdienste[10]
- 2019: Bayerns BEST 50